# Lazar Marković
Lazar Marković (født 2. marts 1994) er en serbisk fodboldspiller, der spiller for UAE holdet Baniyas. Han har også været udtaget til Serbien. Marković har tidligere spillet i FK Partizan, Benfica, Fulham og Liverpool F.C.; størstedelen af tiden hos Liverpool tilbragte han dog i forskellige udlejningsaftaler.
I 2019 fik Marković en kortvarig kontrakt med Fulham, men ved sæsonafslutning blev hans kontrakt ikke forlænget.